# Greatest Hits Live (Yes)
Greatest Hits Live è una compilation dal vivo del gruppo rock progressivo britannico Yes.

## Tracce
1. Owner of a Lonely Heart (Chris Squire, Jon Anderson, Trevor Horn, Trevor Rabin) – 5:58
2. Homeworld (The Ladder) (Alan White, Billy Sherwood, Chris Squire, Igor Khoroshev, Jon Anderson, Steve Howe) – 9:33
3. Open Your Eyes (Geoffrey Downes, John Wetton) – 5:13
4. Awaken (Jon Anderson, Steve Howe) – 17:02
5. Spirit of Survival (Alan White, Chris Squire, Jon Anderson, Steve Howe) – 5:59
6. Yours is No Disgrace (Bill Bruford, Chris Squire, Jon Anderson, Steve Howe, Tony Kaye) – 12:55
7. New Language (Alan White, Billy Sherwood, Chris Squire, Igor Khoroshev, Jon Anderson, Steve Howe) – 9:20
8. Roundabout (Jon Anderson/Steve Howe) – 7:28